# Acampamento de Vespasiano
Acampamento de Vespasiano é uma colina da Idade do Ferro próximo da cidade de Amesbury, Wiltshire, Inglaterra. O morro está a menos de 3 quilômetros do sítio Neolítico e da Idade do Bronze de Stonehenge, e foi construído em uma colina ao lado da Avenida Stonehenge; tem o rio Avon em seu lado sul e a estrada A303 em sua borda norte. O local é um monumento programado

## Topônimo
A terraplanagem foi nomeada "Acampamento de Vespasiano" no século XVI por William Camden, um antiquário e historiador elizabetano, durante um tour pela área. Embora o general romano Vespasiano, que mais tarde foi imperador romano de 69 a 79 d.C., tenha feito campanha através de Wessex após a invasão romana da Grã-Bretanha em 43 d.C., não há evidências que sugiram que ele veio a esta colina ou teve qualquer base militar aqui.

## Descrição
Alinhado de norte a sul, o forte tem 730 m de comprimento e 374 m de largura em seu extremo sul, estreitando para 100 m de largura no norte. Ele inclui uma área de cerca de 14 ha (35 acres). O banco tem até 40 m de largura e até 6 m (6,6 yd) acima do fundo da vala. A vala tem até 10 m de largura com um banco de contra-carga baixo de até 18 m de largura na parte externa da vala, criando uma largura máxima das defesas do forte de 68 m (74 yd).
Ocupa uma posição defensiva forte. Há duas entradas originais, uma no norte e outra provavelmente a sudeste, ao norte do ponto onde Stonehenge Road corta através do acampamento.